# Expansão ultramarina dos Estados Unidos
A expansão ultramarina dos Estados Unidos começa quando após a guerra civil, muitos políticos norte-americanos começam a considerar que já era tempo dos EUA construírem seu próprio império. Um passo importante foi a compra do Alasca aos russos, em 1867. Seguiu-se a derrubada da monarquia do Havaí, em 1893, e o estabelecimento de uma república dominada por plantadores e comerciantes norte-americanos, que em 1898 foi anexada aos EUA. Quando se dá a Guerra Hispano-Estadunidense, e pelo fato da Espanha não reconhecer a independência de Cuba e Filipinas, até então colônias espanholas, ao qual os EUA intervieram lutando contra a Espanha, também pelo fato de "supostamente" ter sabotado o navio USS Maine o que deixou os estadunidense bastante irritados com os espanhóis. Com a vitória sobre a Espanha nessa guerra, os EUA podem desfrutar de certa hegemonia na América e sobre a Ásia, e também de se transformarem em uma verdadeira potência pois nenhuma nação americana tinha vencido uma nação europeia antes.
Assim, pelo Tratado de Paris os Estados Unidos anexaram as Filipinas e Porto Rico e transformaram Cuba num protetorado.

## Extensão Geográfica
No período compreendido entre meados da década de 1800 até ao início do século XX, os Estados Unidos ganharam uma série de ilhas e territórios ultramarinos. As seguintes áreas a um momento ou outro estiveram sob o controle dos Estados Unidos da América e não foram incorporadas inteiramente no país como estados:
- Cuba (1899-1902, 1906-1909) - Veio sob proteção dos EUA através do Tratado de Paris de 1898 com a Espanha após a Guerra Hispano-Americana. Atualmente independente, com exceção da Baía de Guantánamo.
- Filipinas (1898-1946) - Adquirido em 1898, através do Tratado de Paris de 1898 com a Espanha. Comunidade (1935-1946) criada pelo ato filipino de Independência. Atualmente independente após Tratado de Lisboa (1946).
- Porto Rico - Adquirido em 1898, através do Tratado de Paris de 1898 com Espanha. Atualmente uma Comunidade dos EUA.
- Guam - Adquiridas em 1898, através do Tratado de Paris de 1898 com a Espanha. Atualmente, uma organização, sem personalidade jurídica do território dos Estados Unidos.
- Ilhas Menores Distantes dos Estados Unidos - Os Estados Unidos possuem Nove posses insulares adquiridas em diferentes datas entre 1856 e 1912. Todos estão sem personalidade jurídica, dos territórios dos Estados Unidos exceto Atol de Palmyra que, a partir de 2008, é o único território incorporado aos Estados Unidos.
- Samoa Americana - Adquiridas como uma colônia e estabelecida em 1899 pelo Tratado de Berlim. Atualmente asseados oficialmente, embora território auto-governado.
- Ilhas Marianas do Norte - tornou-se uma comunidade dos EUA em 24 de março de 1976, sob a lei pública 94-241 (Stat 90. 263), decretando a obrigação contratual mutuamente negociada para estabelecer uma comunidade das Ilhas Marianas do Norte (CNMI) da união política com os Membros dos Estados Unidos.[1]
- Ilhas Virgens - Comprado da Dinamarca, por razões estratégicas, em 1917. Atualmente, uma organização, sem personalidade jurídica do território dos Estados Unidos.
- Zona do Canal do Panamá - alugadas a partir de 1903-1979, e agora parte do Panamá.

## Expansão ultramarina dos EUA durante o Imperialismo
Após a fase de expansão continental, os EUA deram início a uma fase de expansão marítima e passaram a ocupar pontos estratégicos nos oceanos Pacífico e Atlântico. Esse estágio foi inspirado na ideia de que uma grande nação deveria ter um grande poder naval, filosofia desenvolvida pelo almirante Alfred Thayer Mahan, que dirigiu o Naval War College. Mahan construiu suas ideias baseado no seguinte princípio: o poder marítimo constituiria o vértice da supremacia das nações na história contemporânea.

### Causas

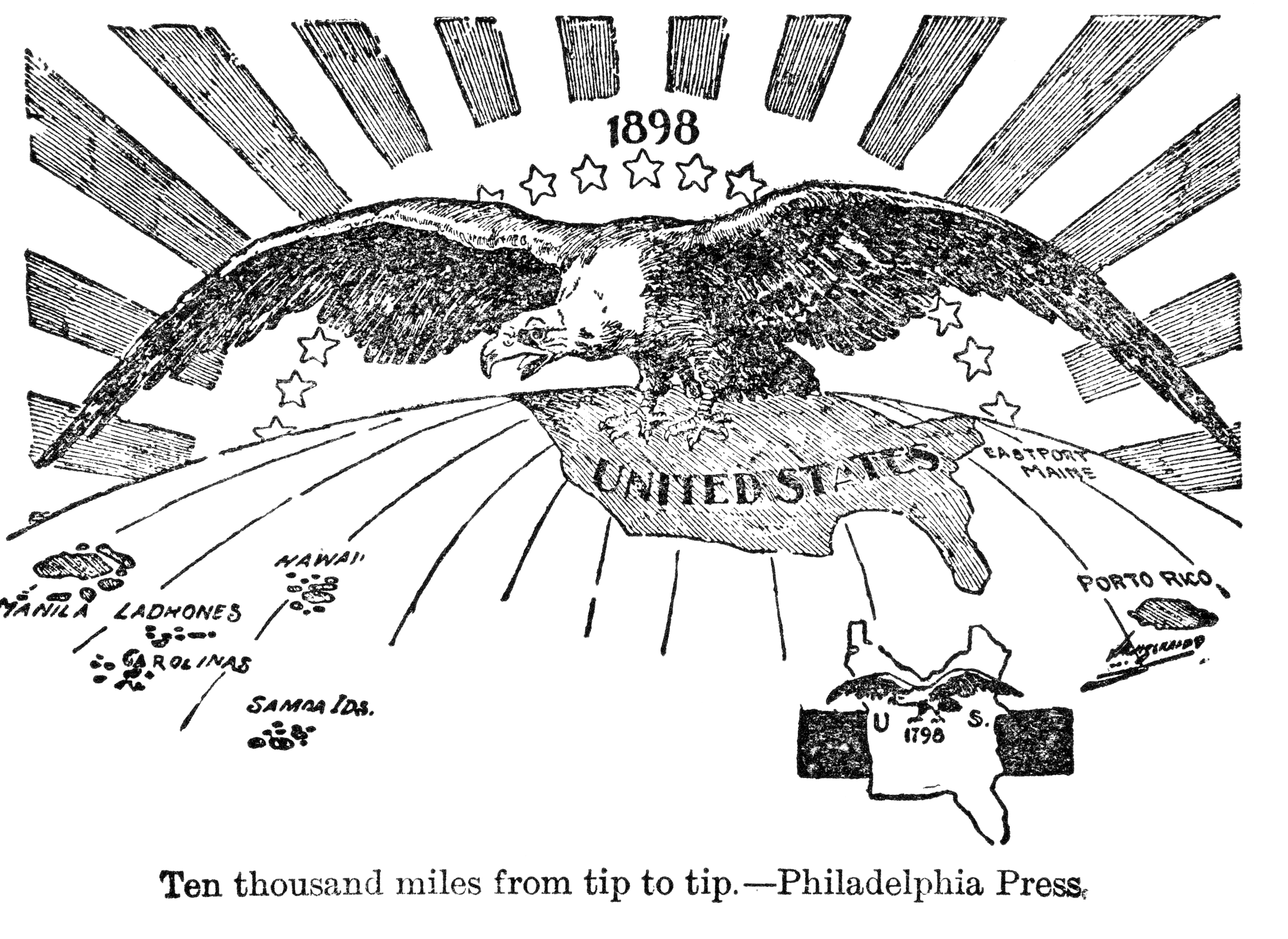
Ascensão do imperialismo americano.

Uma variedade de fatores coincidiu durante este período para trazer um acelerado ritmo de expansão dos EUA:
- Os Estados Unidos tinham terminado sua ocupação do território contíguo disponível dentro do continente norte-americano.
- Guerras como a guerra hispano-americana que conduziu à aquisição da ex-colónias dos Estados estrangeiros.
- A indústria e a agricultura dos Estados Unidos tinham crescido além de sua necessidade para o consumo. Os poderosos empresários e as figuras políticas tais como James G. Blaine acreditaram que os mercados externos eram essenciais a um crescimento econômico mais adicional, promovendo uma política externa mais agressiva.
- A prevalência do racismo, nomeadamente Ernst Haeckel com a lei biogénica, a concepção de John Fiske de superioridade racial anglo-saxã, e Josiah Strong com a ideia de "civilizar e cristianizar" - todas as manifestações de um crescente darwinismo social e o racismo em algumas escolas de pensamento político americano.
- O desenvolvimento do "Tese de Fronteiras" de Frederick Jackson Turner, que concluiu que a fronteira americana foi a fonte da sua criatividade e virilidade como uma civilização. Como o oeste dos Estados Unidos foi gradualmente se tornando menos de uma fronteira e mais de uma parte da América, muitos acreditavam que a expansão não ultramarina era vital para a manutenção do espírito americano.
- A publicação de "A Influência do poder de mar em cima da história", em 1890, por Alfred T. Mahan, que preconizava três fatores cruciais para os Estados Unidos obterem a "ascensão à posição de potência mundial": a construção de um canal na América do Sul (mais tarde, influenciando a decisão para a construção do Canal do Panamá), expansão dos Estados Unidos como potência naval, bem como o estabelecimento de um comércio / posto militar na região do Pacífico, de modo a estimular o comércio com a China. Esta publicação teve uma forte influência sobre a ideia de que uma marinha forte acabaria estimulando o comércio, e influenciou os decisores políticos, como Theodore Roosevelt e outros defensores de uma grande marinha.

### Alasca
A área que se tornaria o Alasca foi comprada do Império Russo em 30 de março de 1867 por 7,2 milhões de dólares (a 2 centavos por acre), no governo Andrew Johnson (1865-1868), com a finalidade de diminuir a presença da Rússia no Pacífico norte. A Rússia perdeu o interesse pelo Alasca em meados do século XIX em razão do declínio do comércio de peles (sua principal atividade econômica) e da impossibilidade de usá-lo como trampolim para uma expansão na direção do sul, ocupado pelos EUA e Grã-Bretanha. Além disso, a derrota da Rússia na Guerra da Crimeia (1853-1856) deixou o país enfraquecido, com dificuldades para defender o Alasca em caso de uma invasão americana ou britânica. O território passou por várias mudanças administrativas antes de se tornar um território organizado em 11 de maio de 1912 e do 49ª estado dos EUA em 3 de janeiro de 1959. O nome "Alaska" já havia sido introduzido na Rússia na época colonial, quando foi utilizada apenas para a península e é proveniente do aleúte alaxsxaq, significando "o continente", ou mais literalmente, "o objeto para o qual a ação do mar é dirigida."

### Ilhas Guano
O Atol Ilhas Guano foi uma legislação federal aprovada pelo Congresso dos EUA em 18 de agosto de 1856 permitindo que os cidadãos dos Estados Unidos tomarem posse das ilhas contendo depósitos de guano. Mais de 50 ilhas foram reivindicadas eventualmente. Desses remanescentes inquestionavelmente sob controle dos EUA devido a este ato por si só são Ilha Baker, Ilha Jarvis, Ilha Howland, e Atol Johnston. Outras ilhas poderiam ser incluídas, dependendo do parecer. Algumas alegações nunca tenham sido abandonada, mas não são reconhecidas pelos EUA ou o partido atualmente alegando controle.
Outros já não são considerados território dos Estados Unidos. A Possessão de Ilha Navassa é atualmente disputado com o Haiti. Um caso ainda mais complicado provavelmente não resolvido até agora parece ser da Serranilla Bank e a Bajo Nuevo Bank. Em 1971, os EUA e Honduras assinaram um tratado reconhecendo a soberania hondurenha sobre as Ilhas Swan.

### Havaí
O Reino do Havaí foi um longa monarquia independente em meio ao Oceano Pacífico. Durante o século 19, os primeiros missionários americanos começaram a ter interesses empresariais e, em seguida, começaram a desempenhar papéis importantes no arquipélago. Mais notórios foram as poderosas corporações de frutas e cana como a Big Five.
Em janeiro de 1893, um grupo de americanos e empresários europeus organizaram e realizaram um golpe de Estado apoiado pelos militares dos Estados Unidos, que foi bem sucedido em deporem a Rainha havaiana Lili'uokalani e o sistema de governo monárquico. O objetivo declarado dos conspiradores foi anexação aos Estados Unidos, tanto por motivos económicos e geoestratégicos. Embora o presidente norte-americano Grover Cleveland reprovou fortemente o golpe - que havia sido planejado por cooperativas ligadas ao antecessor do presidente Cleveland, Benjamin Harrison - elites empresariais Euro-Americanas mantiveram o controle político com a República do Havaí até 1898, quando foi proposto ao presidente do Havaí Sanford Dole a anexação pelos Estados Unidos, que foi aceita. As Ilhas Havaianas tornaram-se oficialmente um território dos EUA em 1900. Após a aprovação do eleitor da admissão do ato de Havaí, em 21 de agosto de 1959, o Território do Havaí tornou-se o estado do Havaí e o 50º estado dos Estados Unidos.

### Guerra Hispano-Americana
A postura imperialista americana levou os EUA ao choque com a Espanha, que ainda mantinha as ilhas de Cuba e Porto Rico como possessões coloniais na América. Os cubanos, que lutavam pela independência de sua pátria desde 1895, passaram a receber apoio norte-americano. Em fevereiro de 1898, o navio norte-americano Maine explodiu no porto de Havana; uma campanha sensacionalista da imprensa atribuiu a explosão às autoridades espanholas, criando um clima de histeria favorável à guerra com a Espanha. O conflito estendeu-se de abril a junho e terminou com total derrota espanhola. Os EUA pelo Tratado de Paris de (1898), apoderaram-se da ilha de Guam e das Filipinas, e de Porto Rico. Cuba conquistou sua independência com apoio de tropas norte-americanas, que ocuparam a ilha entre 1899 e 1901. O tratado também fez de Cuba um protetorado norte-americano. Depois da guerra, os Estados Unidos aumentaram fortemente seu poder internacional.
- Cuba

Em 1898, os EUA, enviaram um cruzador a Cuba, sob o pretexto de proteger propriedades e vidas de norte-americanos residentes na ilha, ameaçados com as guerras de libertação chefiadas pelo poeta José Martí. Nos termos do Tratado 1898 de Paris, a Espanha renunciou a reivindicação da soberania sobre todo o título para Cuba, com a ilha passando a ser ocupada pelos Estados Unidos. Os Estados Unidos concordaram em assumir a quitação das obrigações para a proteção de vidas e bens, desde que essa ocupação deva durar. Cuba ganhou independência formal em 20 de Maio de 1902, com a independência o líder Tomás Estrada Palma se torna o primeiro presidente do país. Sob a nova constituição cubana, no entanto, os EUA mantiveram o direito de intervir em assuntos cubanos, e para supervisionar suas finanças e de relações externas. De acordo com a Emenda Platt, Cuba também concordaria em alugar para os EUA a base naval na Baía de Guantánamo. A base naval ocupa terras que os Estados Unidos alugaram a partir de Cuba, em 1903 "... durante o tempo necessário para os fins de carvão e de estações navais". Os dois governos concordaram que mais tarde, "Enquanto os Estados Unidos da América não deve abandonar a referida estação naval de Guantánamo ou os dois governos não devem concordar com uma alteração do seu atual limite, a estação deve continuar a ter a área territorial que ele tem agora, com os limites que ela tem sobre a data da assinatura do presente Tratado."
- Porto Rico

Em 25 de julho de 1898, durante a Guerra Hispano-Americana, Porto Rico foi invadido pelos Estados Unidos com uma aterragem em Guanica. Como um resultado da guerra, a lei Jones-Shafroth concedeu a todos os habitantes de Porto Rico cidadania americana. Em 1947, os EUA concederam aos Porto-riquenhos o direito de eleger democraticamente seu próprio governador. Em 1950, a Administração Truman permitiu um referendo democrático em Porto Rico para determinar se os Porto-riquenhos pretendiam elaborar as suas próprias Constituição locais. Uma Constituição local foi aprovada por uma Convenção Constitucional em 6 de fevereiro de 1952, ratificada pelo Congresso os EUA, aprovado pelo Presidente Truman em 3 de Julho desse ano, e proclamada pela Gov. Muñoz Marín em 25 de julho de 1952, o aniversário da chegada das tropas americanas em 1898. Porto Rico aprovou o nome do Estado Libre Asociado (literalmente traduzido como "Estado Livre Associado"), oficialmente traduzido para o Inglês como Commonwealth, por seu corpo político.
- Ilha Guam

Em Guam, o estabelecimento por etnias estrangeiras era pequena à primeira vista. Após a Segunda Guerra Mundial mostrou o valor estratégico da ilha, a construção de uma enorme base militar começou juntamente com um grande afluxo de pessoas de outras partes do mundo. Guam tem hoje uma população de 164.000 muito misturado. Os indígenas Chamorros perfazem 37% da população. O resto da população é constituída na sua maioria de raça branca e filipinos, com pequenos grupos de chineses, japoneses, coreanos, Micronesianos, vietnamitas e índianos. Guam, hoje, é quase totalmente americanizado. A situação é um pouco semelhante ao que, no Havaí, mas as tentativas de mudar o estatuto da Guam como um "território americano sem personalidade jurídica" ainda têm de se reunir com sucesso.
- Filipinas

A Revolução Filipina contra a Espanha começou em abril de 1896, culminando dois anos mais tarde com uma proclamação de independência e do estabelecimento da Primeira República Filipina. No entanto, o Tratado de Paris de 1898 que terminou a guerra hispano-americana transferiu o controle das Filipinas da Espanha para os Estados Unidos. Este acordo não foi reconhecido pelo nascente Governo filipino, que, em 2 de junho de 1899, proclamou uma declaração de guerra contra os Estados Unidos. A Guerra Filipino-Americana seguiu, terminando oficialmente em 1902, apesar das hostilidades continuarem até cerca de 1913.
O Lei Orgânica filipina de 1902 previa a criação de uma legislatura bicameral composta de uma Câmara Alta constituídos das Comissão Filipina (um corpo eletivo com ambos membros, americanos e filipinos), e de uma Câmara popular eleita, o conjunto filipino. O ato de Autonomia filipina (Lei Jones) de 1916 os Estados Unidos oficialmente declarado compromisso de conceder independência às Filipinas, "... logo que um governo estável pode ser aí estabelecidos." autonomia parcial (status da comunidade) foi concedida em 1935, preparatória para uma planejada independência total dos Estados Unidos em 1946. A Preparação para um estado completamente soberano foi interrompido pela ocupação japonesa da ilha durante a Segunda Guerra Mundial. Os Estados Unidos sofreram um total de 62.514 vítimas, incluindo os 13.973 mortos, na sua tentativa de liberar as Filipinas desde Império Japonês durante a regra duramente combatida na campanha das Filipinas  1944-1945. A independência Total veio com o reconhecimento da soberania filipina pelos EUA em 1946.
A Guerra Filipino-Americana de 1899 a 1902 (com algumas hostilidades contínua até 1913) é frequentemente citada como outra instância do imperialismo americano. Enquanto muitos filipinos foram inicialmente deleitados a livrar-se do domínio espanhol, das Filipinas, os guerrilheiros descobriram cedo que os americanos não estavam dispostos a conceder-lhes mais autonomia do que a Espanha tivesse permitido. Assim, para os próximos 15 anos, as forças americanas engajaram numa guerra nas selvas das Filipinas contra a resistência filipina. As Filipinas se tornaram uma colônia dos EUA na moda da Europa do Neo-Imperialismo, benevolente com as práticas coloniais. O Inglês juntamente com o espanhol tornou-se língua oficial, e língua inglesa na educação tornou-se obrigatória. As Filipinas permaneceram sob controle americano ou japonês até depois da II Guerra Mundial. Os filipinos congratularam-se com a reconquista americana do Japão em 1944, e os EUA reconheceram sua independência política em 1946.

### Samoa Americana
A Alemanha, os Estados Unidos, e a Grã Bretanha colonizaram as ilhas samoanas. As nações entraram em conflito na Segunda Guerra Civil Samoana e as nações resolveram os seus problemas, que institui a Samoa Americana pelo Tratado de Berlim, 1899. Os EUA assumiram o controle da sua região distribuídos em 7 de junho de 1900 com a escritura de cessão. A Samoa Americana estava sob o controle da Marinha dos EUA de 1900 a 1951. De 1951 até 1977, Governadores Territoriais foram nomeados pelo Secretário do Interior. A Imigração dos americanos nunca foi tão forte como era, por exemplo, no Havaí, indígenas Samoanos perfazem 89% da população. As ilhas têm sido relutantes para separar dos EUA a partir de qualquer maneira.

### Ilhas Virgens
Em 1917, os Estados Unidos compraram a antiga Colônia dinamarquesa de St. Croix, St. John e St. Thomas, que é agora parte dos EUA como Ilhas Virgens. Os Estados Unidos compraram as ilhas, porque temiam que o arquipélago pode ser aproveitado como uma base submarina durante a I Guerra Mundial. Após alguns meses de negociações, um preço de venda de US $ 25 milhões foi concordado. Um referendo realizado no final 1916 confirmou a decisão de vender por uma ampla margem. O negócio foi finalizado e, assim, ratificado em 17 de janeiro de 1917, quando os Estados Unidos e Dinamarca trocaram as respectivas ratificações do Tratado. Os EUA tomaram posse da ilha em 31 de março de 1917, quando o território foi renomeado Ilhas Virgens. A cidadania americana foi concedida aos habitantes das ilhas, em 1927.

### Território Fiduciário das Ilhas do Pacífico
Ilhas Marshall, Estados Federados da Micronésia, Palau e Ilhas Marianas do Norte, ocupadas pelos Estados Unidos durante a Segunda Guerra Mundial, formalizado como Território Fiduciário das Ilhas do Pacífico (TTPI) que foi um território de confiança das Nações Unidas na Micronésia (Pacífico Ocidental) administrada pelos Estados Unidos a partir de 18 de julho de 1947, compreendendo o Mandato da antiga Liga das Nações administrados pelo Japão e tomadas pelos EUA em 1944. Em 1986, os EUA terminaram sua administração do distrito da Ilhas Marshall e Micronésia e Palau, em 1994. Estas ilhas são agora repúblicas que, em 1986, assinaram um compacto de Livre Associação com os EUA.

## Intervenções dos EUA na América Central e Caribe

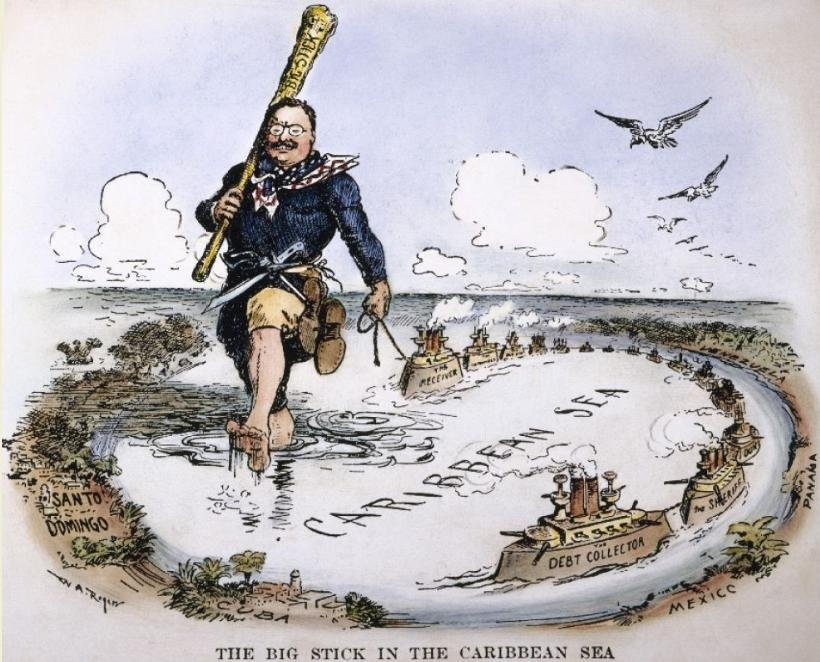
Charge mostrando o presidente Theodore Roosevelt transformando o Mar do Caribe em um "lago" norte-americano, por meio da aplicação do Big Stick.

Ao mesmo tempo em que os EUA realizavam sua expansão territorial em direção ao Oeste e as antigas colônias latino-americanas da Espanha e de Portugal obtinham a independência, na Europa ocorria a restauração do absolutismo monárquico, através da Santa Aliança. Nesse mesmo período, a Rússia, uma das nações ligadas a Santa Aliança, conquistava o Alasca, no nordeste do continente americano. Esses fatos, levaram os EUA a estabelecer a Doutrina Monroe. Essa doutrina, criada em 1823 pelo presidente James Monroe, baseava-se no princípio "América para os americanos". Ou seja, os EUA deixavam claro que não tolerariam a influência de potências europeias na América.
Em 1904, o presidente Theodore Roosevelt elaborou um corolário, ou seja, uma reinterpretação da Doutrina Monroe, adequando-a aos interesses da política exterior dos EUA naquele período. Se a Doutrina Monroe proibia às potências estrangeiras estender seus domínios no Novo Mundo, o Corolário Roosevelt afirmava o direito norte-americano de intervir nos negócios dos países latino-americanos. Roosevelt inaugurava a política do Big Stick ("grande porrete").
Entre 1909 e 1913, durante o governo do presidente William Taft, popularizou-se a expressão "Diplomacia do Dólar". Essa política reforçou o domínio dos EUA sobre a frágil economia das pequenas repúblicas centro-americanas, que dependiam das exportações de banana, café e outros produtos primários. Por esse motivo, elas passaram a ser conhecidas como "banana republics" (repúblicas de bananas). Utilizando-se da tática da "mão caridosa", os EUA redobraram seus investimentos em Cuba, e nas demais ilhas do Caribe, chegando a aplicar ali 42% do total dos seus investimentos no exterior. Em alguns momentos, a diplomacia do dólar se conjugava à Política das Canhoneiras.
Através dessas políticas, os EUA passaram a se achar no direito de intervir militarmente em qualquer país do continente americano, para defender, segundo as declarações oficiais, a liberdade, a democracia, a justiça, a ordem e a moral. Mas isso é apenas um pretexto: as intervenções visavam proteger seus próprios interesses econômicos. Não desejavam perder areas de influência política e econômica, ou seja, matérias-primas, compradas a preços baixos, mercados consumidores de seus produtos industriais, areas de investimento de capitais excedentes e suas empresas industriais, minerais, comerciais e de serviços, implantados nos países latino-americanos. As razões para estes conflitos foram variadas, mas foram em grande medida de natureza económica. Mais destacadamente, a United Fruit Company que tinha participações financeiras significativas na produção de bananas, tabaco, cana-de-açúcar, e vários outros produtos em todo o Caribe, América Central e na porção norte da América do Sul. Os Estados Unidos também foi avançando seus interesses políticos, a manutenção de uma esfera de influência e controle do Canal do Panamá, criticamente importante para o comércio global e potência naval.
Dessa forma, o século XX assistiu a numerosas intervenções dos ianques na América Central e nas ilhas do Caribe:
- Panamá e o Canal do Panamá: Um grande episódio da expansão ultramarina dos EUA foi ter conseguido a independência do Panamá, que era um departamento da Grã-Colômbia (atual Colômbia) chamado de Departamento do Istmo, ao qual os EUA enviara homens do serviço secreto estadunidense para subornar colombianos residentes nesse departamento para proclamar a independência desse território, que passou a se chamar Panamá,[carece de fontes?], ao qual os EUA passaram a reconhecer este novo país e que mandaram os fuzileiros navais para assegurar a independência panamenha contra os colombianos. Em troca o Presidente do Panamá legalizaria eternamente a passagem do canal que ligaria os dois oceanos: Oceano Pacífico e Oceano Atlântico. Mais tarde, por meio de acordos unilaterais, os norte-americanos conseguiram o controle definitivo do Canal do Panamá. Na década de 70, os panamenhos reivindicaram o controle do canal. Acordos assinados entre os dois países estabeleceram que os EUA deveriam devolver a concessão até o fim do século XX.
- República Dominicana: Em 1905, os EUA estabeleceram um sistema de quase protetorado em São Domingos (República Dominicana), para que esse país saldasse as dívidas contraídas com banqueiros europeus e norte-americanos. Ocuparam militarmente o país de 1916 a 1924 e prepararam o ditador Rafael Trujillo para ficar na chefia do governo, como um verdadeiro aliado e empregado dos interesses norte-americanos nesse país.
- Nicarágua: Em 1909, a Nicarágua enfrentou uma insolvência financeira que culminou numa intervenção dos EUA, a fim de dar "estabilidade" ao país, que assim passaram a controlá-lo. A humilhação nacional desencadeou um movimento revolucionário em 1912, mas este foi sufocado pelos fuzileiros navais dos EUA, que davam sustentação aos governos conservadores nicaraguenses. Em 1926, o governo da Nicarágua recorreu mais uma vez à ajuda dos fuzileiros navais norte-americanos, para sufocar a guerrilha iniciada pelos líderes liberais José Maria Moncada Tapia e César Augusto Sandino. O governo dos EUA atendeu prontamente à solicitação e garantiu aos rebeldes que seriam realizadas eleições livres na Nicarágua. Diante da promessa, Moncada aceitou paralisar a revolução, porém Sandino manteve a luta contra a ocupação norte-americana. Em 1933, os marines se retiraram da Nicarágua. Sandino depôs as armas e reconciliou-se com o governo, mas acabou assassinado por ordem do general Anastasio Somoza García, comandante da Guarda Nacional. A partir daí, iniciaria a dinastia da família Somoza, que serviu aos interesses norte-americanos e só perderia o poder após a Revolução Sandinista em 1979.
- Cuba: A política econômica da ilha estava sob tutela de Washington desde a independência cubana em 1898. As tropas dos EUA procederam a diversas ocupações: em 1906, 1912, 1913, 1917 e 1933. Segundo a Constituição cubana, tais ocupações eram legítimas, pois a Emenda Platt assegurava o direito de intervenção militar norte-americana. Em 1934, essa prerrogativa foi substituída por um acordo comercial.
- Haiti: De 1914 a 1934, o Haiti foi ocupado pelos fuzileiros navais norte-americanos, com a finalidade de dar proteção aos saneamentos norte-americanos das finanças do país e pela ameaça aos interesses empresariais da empresa americana Sugar Company. O Haiti passou a ser controlado pela dinastia dos Duvalier: depois de Papa Doc (François Duvalier), assumiu o governo Baby Doc (Jean Claude Duvalier), filho do primeiro, ambos sob tutela dos EUA.
- Honduras: O modelo original para a república das bananas, onde a United Fruit Company e Standard Fruit Company dominaram o país, país-chave nos setores de exportação de bananas e associados, explorações de terra e ferrovias, viu inserção de tropas americanas em 1903, 1907, 1911, 1912, 1919, 1924 e, 1925. Nos primeiros anos do século XX, o presidente da Nicarágua, José Santos Zelaya, impôs Manuel Bonilla como presidente de Honduras, fato que mergulhou o país num período de rebeliões internas, entre 1911 e 1912. A pretexto de controlar a anarquia, os Estados Unidos intervieram no país e enviaram tropas para proteger os interesses das empresas bananeiras.
- México: O México estava em um período de turbulências internas (devido a Revolução Mexicana de 1910) e as relações entre os Estados Unidos e o México estavam tensas - quase a ponto de guerra. No começo do século XX, proprietários americanos, incluindo grandes empresas, dominavam 27% das terras mexicanas; em 1910 o investimento industrial americano foi de 45%, o que fez com que os EUA intervirem em assuntos mexicanos. Tanto por razões económicas como políticas, os governos americanos geralmente apoiaram líderes mexicanos. Entretanto, quando os presidentes americanos, William Howard Taft e Woodrow Wilson, decidiram não apoiar o governo de Victoriano Huerta (que havia dado um golpe de estado e assassinado o presidente Francisco I. Madero) logo começaram as intervenções; assim, por duas vezes durante a Revolução Mexicana, os EUA enviaram tropas para o México. A primeira vez foi em 1914 após o incidente de Tampico e durante o incidente Ypiranga; quando agentes norte-americanos descobriram que o navio mercante alemão Ypiranga estava transportando armas ilegais para Huerta, o presidente Wilson mandou tropas para o porto de Veracruz para parar o navio de acoplagem. Ele não declarou guerra contra o México. As tropas americanas então realizaram uma escaramuça contra as forças de Huerta em Veracruz. E em 1916, em retaliação por um ataque de Pancho Villa em Columbus, Novo México, e pela morte de 16 cidadãos americanos, o presidente Wilson enviou o General John J. Pershing no México para capturar Villa. A invasão, no entanto, foi um fracasso e o General Pershing foi forçado a abandonar a missão e voltar para os EUA (1917).

Outras nações latino-americanas foram certamente influenciadas ou dominadas por políticas econômicas americanas e / ou de interesses comerciais, a ponto de coacção.
Em 1932, Franklin Delano Roosevelt foi eleito presidente dos EUA, e encontrou o país mergulhado em uma grave crise econômica, gerada pela quebra da Bolsa de Valores de Nova York. Roosevelt acreditava que a política agressiva de intervenção direta, adotada por seus antecessores, necessitava de alterações imediatas. Segundo o estadista, os mecanismos utilizados para exercer a dominação econômica deveriam ser mais sutis e sofisticados (a isso foi denominado Política da Boa Vizinhança).
As inúmeras práticas intervencionistas criadas e reelaboradas pelos governos norte-americanos consolidaram o pleno domínio de Washington sobre a América Latina, debaixo da aparência de uma relação cordial entre amigos. Entretanto, após a Segunda Guerra Mundial, foi sepultada a política de boa vizinhança. A América Latina não tardaria a sentir os efeitos dessas alterações da política externa dos EUA, inseridas na Guerra Fria.